# Schienenwolf

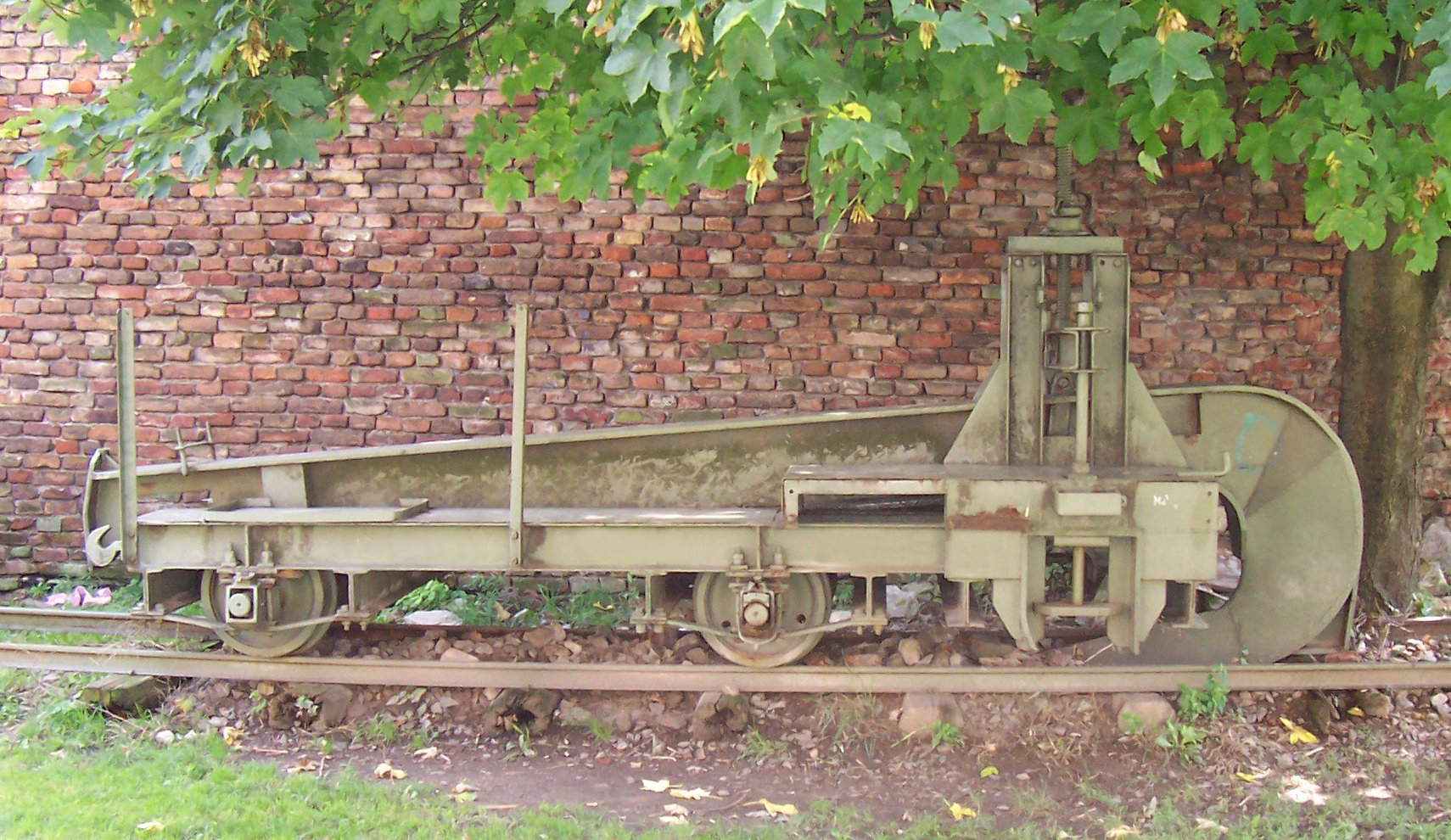
Schienenwolf (Militärmuseum Belgrad)

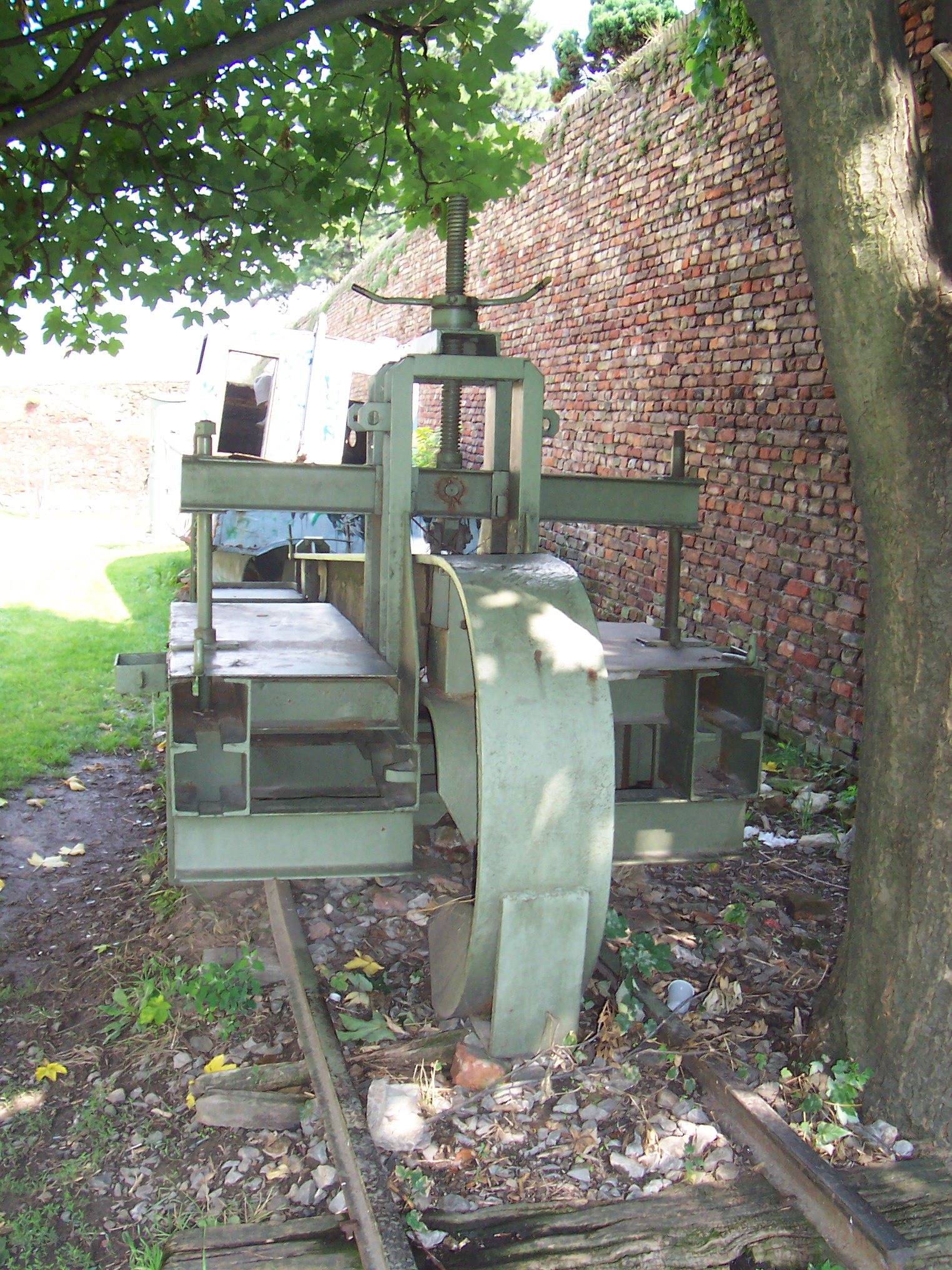
Heckansicht

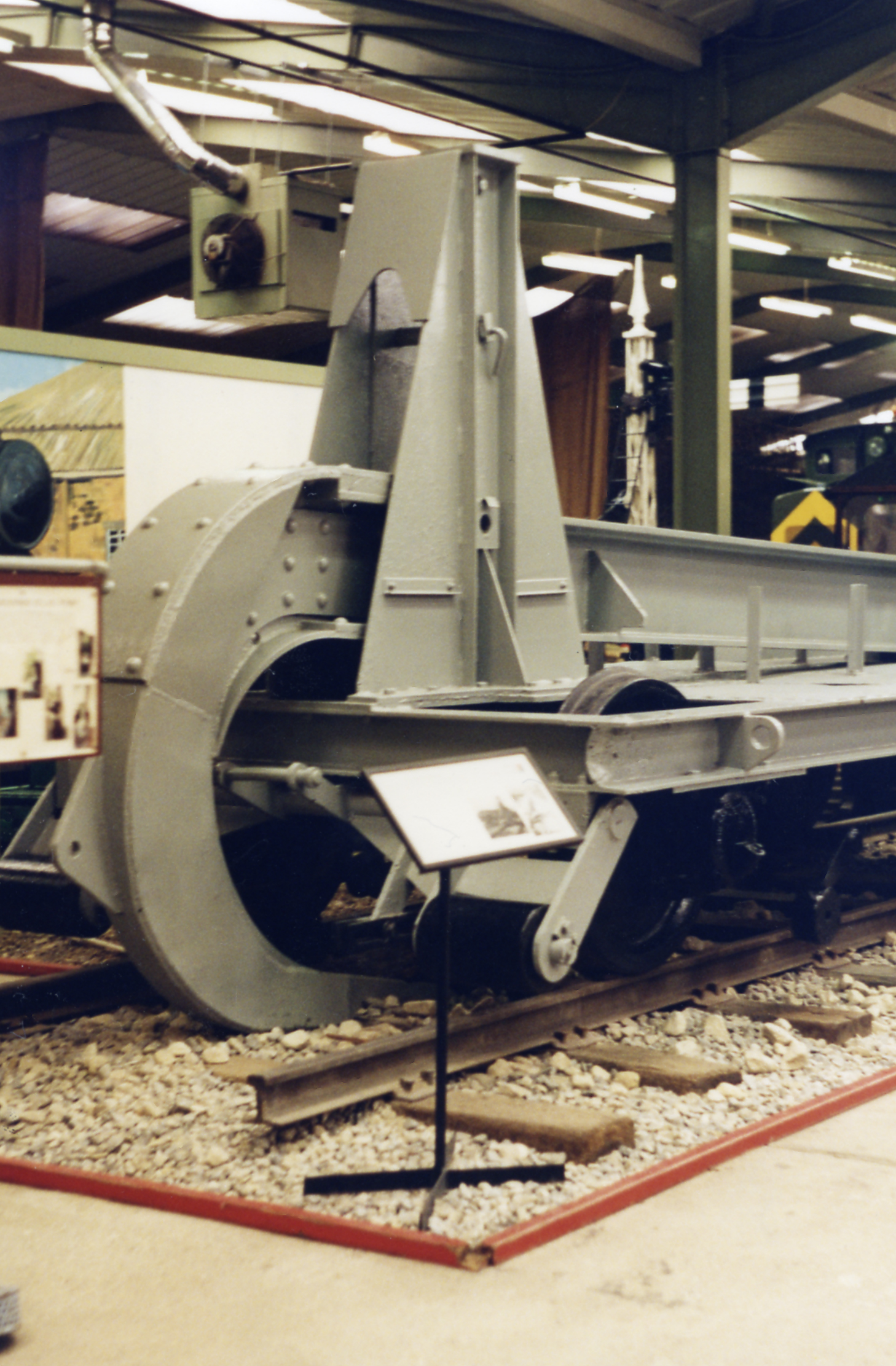
Schienenwolf im Beverley Museum of Army Transport

Als Schienenwolf, Schwellenpflug oder Schwellenreißer bezeichnet man eine Vorrichtung in Form einer Kralle, die auf eigenen Achsen oder an einem Flachwagen montiert die Holzschwellen eines Bahngleises zerbrechen und den Verkehrsweg somit unbrauchbar machen kann.

## Beschreibung
Der Schienenwolf besteht aus einer großen Kralle, die am Ende eines Zuges oder direkt hinter einer Lokomotive gezogen wird. Die Kralle zerbricht die hölzernen Schwellen mittig und biegt sie aus der Befestigung mit den Schienen. Die Stahlkralle setzt unter den Schwellen an und reißt den gesamten Gleiskörper auf. Der Haken kann je nach Bedarf gesenkt und gehoben werden.
Eine weitere Möglichkeit zur Zerstörung bieten Fahrzeuge, die über absenkbare Rampen den Abwurf von Sprengladungen ermöglichten. Durch deren Explosionen wurden die Schienen so stark verbogen, dass eine weitere Nutzung mit neuen Schwellen unmöglich wurde.

## Einsatz
Der Schienenwolf der Wehrmacht kam vor allem im Zweiten Weltkrieg im Rahmen von Rückzugsoperationen zum Einsatz, um damit die Taktik der Verbrannten Erde umzusetzen. Ziel war damit, die bahngestützte Logistik des Gegners zu behindern. Unter anderem wurde er beim Rückzug aus sowjetischen Gebieten 1944 von der Deutschen Reichsbahn eingesetzt. Von der Wehrmacht wurden an italienischen und russischen Fronten, aber auch beim Rückzug vor der Roten Armee von der Oder in Richtung Berlin Gleise mit Schienenwölfen zerstört. Die Geräte waren von etwa 1943 bis 1945 verschiedentlich im Einsatz.
Die Rote Armee benutzte bei ihrem Rückzug 1941 ein ähnliches Gerät. Es bestand aus Eisenbahnschienen, die zu einer Schleife gebogen und hinten an einem Zug befestigt waren. Die im Gleisbett verlegten Schienen wurden an einer Stelle losgeschraubt und die Schleife daruntergeschoben. Durch starken Zug wurden die Schienen von den Schwellen abgerissen. Eine andere russische Variante war kreuzförmig, wobei der Längsbalken am Zugfahrzeug befestigt wurde und die Querarme unter den Schienen lagen und diese abrissen.
Eisenbahnpflüge wurden auch von der Tschechoslowakischen Armee während der Sudetenkrise 1938 verwendet.

## Sonstiges
Literarisch nutzte ihn Arno Schmidt (als den „Schwellenreißer“; dieser Ausdruck wurde auch in der Deutschen Wochenschau verwendet) in seiner 1945 spielenden Erzählung Leviathan als Symbol des Bösen.

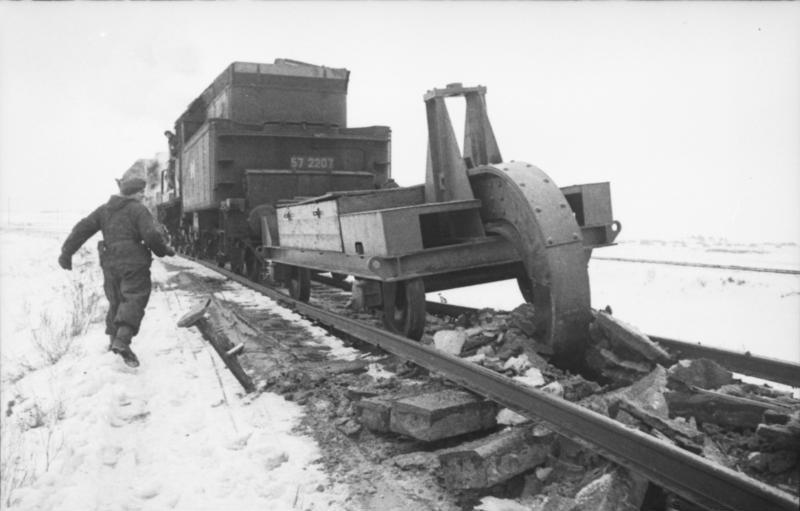
Einsatz des Schienenwolfs, Weißrussland 1944
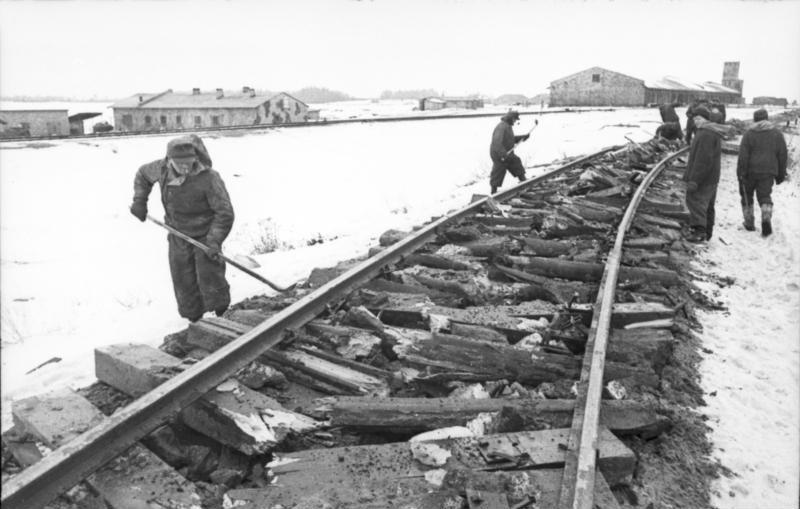
Vom Schienenwolf zerstörtes Gleis, Weißrussland 1944
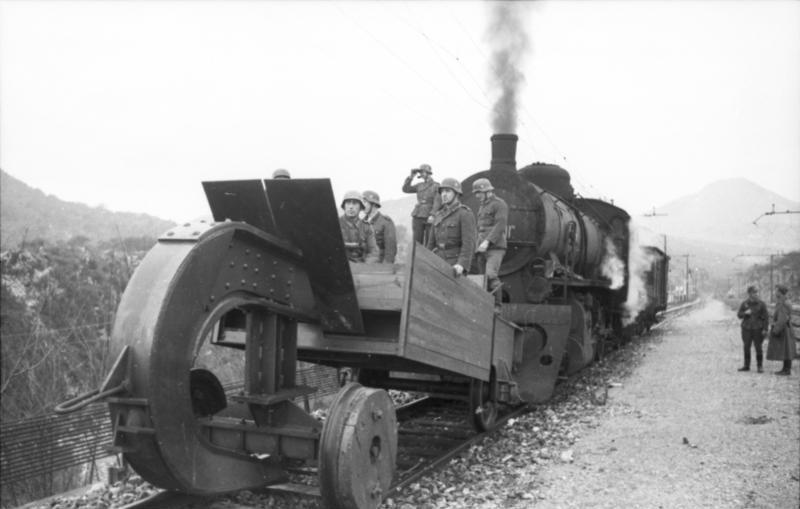
Schienenwolf in Italien, 1944
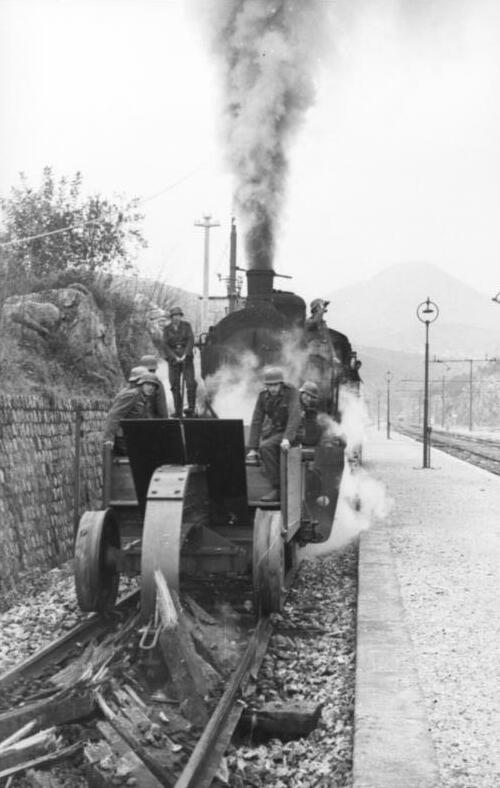
Schienenwolf zerstört Gleise, Italien 1944